# Бабаев, Васиф Гаджиага оглы
Васиф Бабаев Гаджиага оглы (азерб. Vasif Hacağa oğlu Babayev; 16 сентября 1940, Баку) — телевизионный и кино режиссер. Народный артист Азербайджанской ССР (1989), академик Международной академии телевидения и радио (2004 год).

## Биография
Васиф Бабаев родился 16 сентября 1940 года в городе Баку. В 1965 году окончил Азербайджанский государственный университет культуры и искусств. С 1964 года работал в Государственном комитете телевидения и радиовещания Азербайджана, начиная с должности ассистента режиссёра, затем режиссёра, а с 1969 года — главным режиссёром телевидения. С 1969 по 1987 годы он был основателем и режиссером многих широкоформатных телевизионных программ и праздничных трансляций. В начале 1988 года Васиф Бабаев вместе с журналисткой Надеждой Исмаиловой впервые в истории кино и телевидения Азербайджана провёл исследования в архиве Комитета государственной безопасности Азербайджанской ССР, создав ряд передач на основе личных дел "политических заключенных" как Микаила Мушфига, Аббаса Мирза Шарифзаде, Ульви Раджаб, Рухуллы Ахундова, Гусейна Рагимова, Салмана Мумтаза. Жизнь, за которую не стыдно: Васиф Бабаев — 80
В 1991 году был назначен на должность художественного руководителя Государственного комитета телерадиовещания Азербайджана.
С 1994 по 1996 годы занимал должность директора международной телерадиокомпании "МИР".
С 1996 по 1999 годы был исполнительным директором независимой телерадиокомпании "SARA".
С 2001 по 2007 годы работал в Москве в качестве вице-президента независимой телерадиокомпании "ИНТЕР-АЗ".
Васиф Бабаев является членом Управляющего совета Профессионального киносоюза Азербайджана.

## Фильмография
- "Азербайджан шагает большими шагами" (1979)
- "Баку — город пяти морских портов" (1967)
- "Если мы вместе" (1975)
- "Момент истины" (1984)
- "Хураман" (1978)
- "Ичери шехер - вечный сон" (1984)
- "Керим Керимов" (1988)
- "Золотые склоны" (1982)
- "Наби Хазри" (1987)
- "Огненная земля" (1967)
- "Прибрежный сад" (1967)
- "Советский Азербайджан" (1972)
- "Советский Азербайджан" (1977)
- "Шеки" (1977)
- "Восхождение"[3]
- "Облако вершины" (1968)

## Звания и награды
- Почётный диплом Верховного Совета Азербайджанской ССР — 1967
- Почетное звание Заслуженный артист Азербайджанской ССР — 1977 [4]
- Знак "Отличник телевидения и радио" — 1981
- Почетное звание Народный артист Азербайджанской ССР — 1989 [5]
- Национальная премия Хумай — 1995
- Медаль имени Академика Юсифа Мамедалиева — 1999
- Персональная пенсия Президента Азербайджанской Республики — 2005[6]